# Ramon Llambard

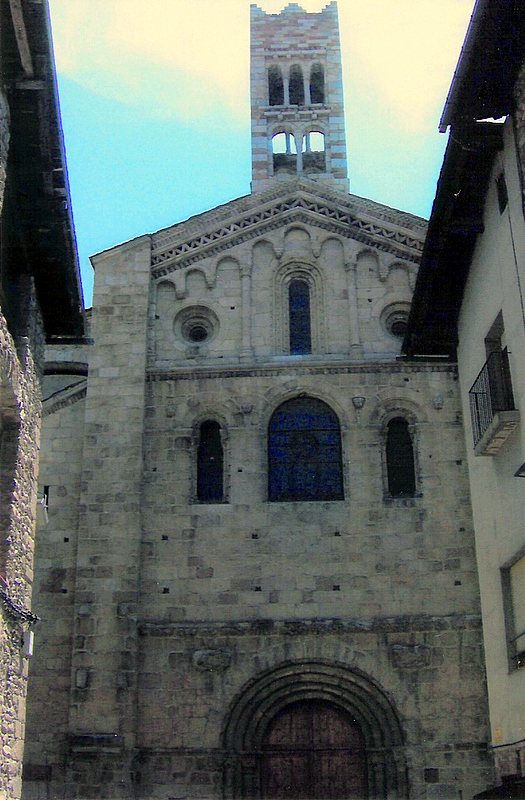
Fachada con el campanario de la catedral de Santa María de Urgel, obra de Ramon Llambard.

Ramon Llambard , ( ? – ca. 1195), Conocido también como Ramon o Raimon Lambard y Raimundo Lambardo. Maestro de obras, activo en Cataluña durante el siglo XII. Su encargo más destacado es la obra de la catedral de Santa María de Urgel.

## Biografía
Durante mucho tiempo se le creyó originario de Lombardía por su apellido, pero esta suposición se ha puesto en duda pues parece ser que el apellido está más vinculado a su oficio que a la procedencia geográfica. Es evidente que el nombre lambart, tal como está documentado en 1175, se refiere más a la actividad profesional de maestro arquitecto, ya que, dentro del mismo contrato, además de emplearlo para Ramon, se utiliza para otros cuatro personajes definiendo una categoría dentro de su profesión.
Aparece su nombre en cuatro documentos más del archivo Capitular de la catedral de Santa María de Urgel, descritos también por el historiador Pere Beseran el cual, comenta que Ramon habría utilizado como apellido: «el nombre de una profesión que, además -y seguramente no de manera casual- era la suya». Estos documentos parecen desmentir la procedencia italiana, y la posibilidad de que perteneciera a una familia de la localidad de Coll de Nargó. Es muy posible que lo que se creía como un apellido sólo fuera una designación del oficio, añadiendo que en el contrato aparece el texto del supuesto apellido en letra minúscula "Raimon lambard". También fue puesto en duda su origen italiano por el historiador Josep Gudiol i Cunill.
En una donación del año 1187 hecha por Arnau de Terrosa como dote para su entrada en la canónica, Ramon firma como testigo, con el nombre de "Raimundi de Nargo lambard"; allí aparece también la firma de otro testimonio llamado "Petri de Nargo capellán". Con este paralelismo parece aclararse la procedencia de él o su familia, e incluso del posible parentesco con dicho sacerdote, de la ciudad de Nargó, pareciendo pues que la teoría de la relación con el norte de Italia, debe descartarse.
El nombre de este arquitecto aparece en otro documento del archivo capitular, donde se afirma que está difunto en 1195.

## Obra
Este artista es uno de los pocos autores del románico catalán que tiene historiografía, a quien Josep Puig i Cadafalch le dedica una quincena de páginas y se constata la vinculación del edificio de la catedral de Santa María de Urgel con el ámbito italiano, principalmente en su fachada, sobrestimada seguramente por la existencia de Ramon.
La primera vez que aparece documentado es en el año 1175, cuando firma un contrato con el obispo de la Seo de Urgel, Arnau de Préixens y con el capítulo catedralicio, por el que se compromete en un plazo de siete años a cerrar las bóvedas, levantar los campanarios y acabar el cimborio de la catedral de Santa María de Urgel. En 1182, Ramón Llombard habría completado básicamente el encargo, incluso ya estaría realizado el campanario de la fachada principal.
Se conserva el texto del contrato, en una copia del siglo XIII, junto con otros documentos en el que también se le nombra: en el Archivo Capitular de la catedral de la Seo de Urgel, en el cartulario (Liber Dotaliorum Ecclesiae Urgelensis, I folio 250, doc. 862) cuyo texto fue publicado por Jaime Villanueva y también reproducido por Puig i Cadafalch. Hay una traducción en español de este documento realizada por el historiador Joaquín Yarza.
Para realizar la obra, se le otorga que pueda contratar a cuatro "lambardos" y que si con esto no hubiera bastante, podría disponer de tantos "cementarios" como fuesen necesarios. Aclarándose con esto, la existencia de dos jerarquías diferentes entre "lambardos" y "cementarios", a la vez que se podría añadir, que se empleaba a la profesión el mote de lambard o llombard así como la de maestro de obras o picapedrero. 
En el capítulo catedralicio, hubo un miembro de la familia que favoreció las condiciones del contrato para que ejerciera no solo de arquitecto sino también como administrador de las obras, pudiendo disponer de todas las propiedades que la canónica tenía destinadas para las obras de la catedral.